# Torre del Compte
Torre del Compte (aragónul: Torrelconte, katalánul: La Torre del Comte) község Spanyolországban, Teruel tartományban. Lakosainak száma 122 fő (2024).

## Fekvése
Torre del Compte Cretas, Valderrobres, La Fresneda és Valdeltormo községekkel határos.

## Népesség
A település népessége az utóbbi években az alábbiak szerint változott:
| Lakosok száma | 173  | 169  | 172  | 158  | 148  | 142  | 130  | 120  | 125  | 122  |
|               | 2001 | 2004 | 2007 | 2009 | 2012 | 2014 | 2017 | 2019 | 2022 | 2024 |